# Хассан Абдел-Фаттах
Хассан Абдел-Фаттах Махмуд ель-Масірі (араб. حسن عبد الفتاح; нар. 17 серпня 1982, Ер-Ріяд, Саудівська Аравія) — йорданський футболіст палестинського походження, атакувальний півзахисник клубу «Аль-Вахдат».

## Клубна кар'єра
Хассан Абдел-Фаттах розпочав футбольну кар'єру в 2000 році в складі «Аль-Вахдату». З «Аль-Вахдатом» виграв чемпіонат Йорданії (2004), двічі — кубок Йорданії (2004, 2005) та двічі — суперкубок Йорданії (2008, 2009). Був основним гравцем команди. З 2009 року поневірявся по орендах, виступав за «Хатта Клаб» з ОАЕ, сирійський «Аль-Карама», кувейтський «Аль-Кувейт», катарський «Аль-Хор». У 2014 році підписав повноцінний контракт з іншим катарським клубом, «Аль-Харітіят». З 2016 по 2017 рік знову виступав за «Аль-Вахдат». По ходу сезону 2017 року виступав у нижчоліговому клубі «Аль-Шамал». У 2018 році повернувся до «Аль-Вахдату».

## Кар'єра в збірній
У футболці національної збірної Йорданії дебютував у 2000 році. У 2004 році брав участь у кубку Азії. Фаттах був гравцем резерву і не зіграв жодного поєдинку. У тому ж році взяв участь у матчах кваліфікації чемпіонату світу 2006 року. У 2011 році був викликаний для участі в кубку Азії. У складі національної збірної зіграв 80 матчів та відзначився 30-а голами.

### Голи за збірну
| #  | Дата              | Місце      | Суперник          | Рахунок | Результат | Змагання                           |
| -- | ----------------- | ---------- | ----------------- | ------- | --------- | ---------------------------------- |
| 1  | 26 березня 2005   | Ларнака    | Кіпр              | 2–1     | Поразка   | Товариський                        |
| 2  | 7 лютого 2006     | Ель-Кувейт | Кувейт            | 2–1     | Поразка   | Товариський                        |
| 3  | 31 травня 2008    | Сеул       | Південна Корея    | 2–2     | Нічия     | кваліфікація Чемпіонату світу 2010 |
| 4  | 31 травня 2008    | Сеул       | Південна Корея    | 2–2     | Нічия     | кваліфікація Чемпіонату світу 2010 |
| 5  | 22 червня 2008    | Amman      | Туркменістан      | 2–0     | Перемога  | кваліфікація Чемпіонату світу 2010 |
| 6  | 22 червня 2008    | Amman      | Туркменістан      | 2–0     | Перемога  | кваліфікація Чемпіонату світу 2010 |
| 7  | 11 серпня 2008    | Тегеран    | Оман              | 3–1     | Перемога  | Чемпіонат ФФ Західної Азії 2008    |
| 8  | 28 вересня 2010   | Амман      | Кувейт            | 2–2     | Нічия     | Чемпіонат ФФ Західної Азії 2008    |
| 9  | 28 вересня 2010   | Амман      | Кувейт            | 2–2     | Нічия     | Чемпіонат ФФ Західної Азії 2008    |
| 10 | 9 січня 2011      | Доха       | Японія            | 1–1     | Нічия     | Кубок Азії АФК 2011                |
| 11 | 26 березня 2011   | Шарджа     | Кувейт            | 1–1     | Нічия     | Товариський                        |
| 12 | 29 березня 2011   | Шарджа     | Північна Корея    | 1–1     | Нічия     | Товариський                        |
| 13 | 8 липня 2011      | Стамбул    | Ємен              | 4–0     | Перемога  | Товариський                        |
| 14 | 13 липня 2011     | Амман      | Саудівська Аравія | 1–1     | Нічия     | Товариський                        |
| 15 | 23 липня 2011     | Амман      | Непал             | 9–0     | Перемога  | кваіфікація Чемпіонату світу 2014  |
| 16 | 23 липня 2011     | Амман      | Непал             | 9–0     | Перемога  | кваіфікація Чемпіонату світу 2014  |
| 17 | 23 липня 2011     | Амман      | Непал             | 9–0     | Перемога  | кваіфікація Чемпіонату світу 2014  |
| 18 | 23 липня 2011     | Амман      | Непал             | 9–0     | Перемога  | кваіфікація Чемпіонату світу 2014  |
| 19 | 2 вересня 2011    | Ербіль     | Ірак              | 2–0     | Перемога  | кваіфікація Чемпіонату світу 2014  |
| 20 | 15 листопада 2011 | Амман      | Ірак              | 1–3     | Поразка   | кваіфікація Чемпіонату світу 2014  |
| 21 | 15 серпня 2012    | Амман      | Узбекистан        | 2–0     | Перемога  | Товариський                        |
| 22 | 11 вересня 2012   | Амман      | Австралія         | 2–1     | Перемога  | кваіфікація Чемпіонату світу 2014  |
| 23 | 8 жовтня 2012     | Доха       | Катар             | 1–1     | Нічия     | Товариський                        |
| 24 | 6 серпня 2013     | Амман      | Палестина         | 4–1     | Перемога  | Товариський                        |
| 25 | 5 червня 2015     | Стамбул    | Кувейт            | 2–2     | Нічия     | Товариський                        |
| 26 | 11 червня 2015    | Душанбе    | Таджикистан       | 1–3     | Перемога  | кваліфікація Чемпіонату світу 2018 |
| 27 | 11 червня 2015    | Душанбе    | Таджикистан       | 1–3     | Перемога  | кваліфікація Чемпіонату світу 2018 |
| 28 | 11 червня 2015    | Душанбе    | Таджикистан       | 1–3     | Перемога  | кваліфікація Чемпіонату світу 2018 |
| 29 | 8 жовтня 2015     | Амман      | Австралія         | 2–0     | Перемога  | кваліфікація Чемпіонату світу 2018 |
| 30 | 13 жовтня 2015    | Амман      | Таджикистан       | 3–0     | Перемога  | кваліфікація Чемпіонату світу 2018 |

## Титули і досягнення
- Чемпіон Йорданії (6):

«Аль-Вахдат»: 2004-05, 2006-07, 2007-08, 2008-09, 2017-18, 2020
- Володар Кубка Йорданії (2):

«Аль-Вахдат»: 2000, 2008-09
- Володар Суперкубка Йорданії (2):

«Аль-Вахдат»: 2011, 2018